# وودآنیلینگ، استرالیای غربی
وودآنیلینگ (به انگلیسی: Woodanilling) یک شهرک در استرالیا است که در Shire of Woodanilling واقع شده‌است.